# Rainer Schandry
Rainer Schandry (* 13. Juni 1944 in Jičín, Protektorat Böhmen und Mähren) war Professor für Biologische Psychologie an der Universität München (LMU).

## Werdegang
Schandry erlangte 1963 das Abitur am Taunusgymnasium Königstein in Königstein im Taunus. Er studierte Physik und Psychologie in Saarbrücken, München und Tübingen. 1978 wurde er an der Universität Tübingen zum Dr. rer. soc. promoviert. 1986 habilitierte er sich an der LMU in München (Dr. phil. habil.) und erhielt im Folgejahr den Habilitationspreis der LMU. 1987 wurde er zum Professor am Departement Psychologie der Ludwig-Maximilians-Universität München berufen. Seit 2009 ist Schandry emeritiert, unterrichtet aber mit Lehrauftrag an der LMU.

## Forschungsschwerpunkte
- Gesundheitspsychologie
- Lebensqualität im Zusammenhang mit chronischer Krankheit und Prävention im Gesundheitswesen
- Emotionsforschung
- Körperliche Indikatoren psychischer Vorgänge (Psychophysiologie)
- Herz-Gehirn-Interaktion

Er gehört mit seinen Lehrbüchern „Biologische Psychologie“ und „Psychophysiologie“ zu den bekanntesten Vertretern der naturwissenschaftlich orientierten Psychologie in Deutschland.

## Publikationen
Buchpublikationen
- Habituation psychophysiologischer Größen in Abhängigkeit von der Reizintensität. Minerva Publikation, München 1978.
- Psychophysiologie. Urban & Schwarzenberg, München 1981.
- Lehrbuch der Psychophysiologie. 2., überarbeitete und erweiterte Auflage. Psychologie Verlags Union, München 1988.
- mit H. Sporer: Lebensqualität und Hypertonie – Eine Analyse der Methoden und Ergebnisse. Quintessenz Verlag, München 1993.
- K. Maier, G. Ambühl-Caesar, R. Schandry: Entwicklungspsychophysiologie – Körperliche Indikatoren psychischer Entwicklung. Psychologie Verlags Union, Weinheim 1994.
- mit D. Vaitl (Hrsg.): From the heart to the brain. The psychophysiology of circulation – brain interaction. Peter Lang, Frankfurt 1995.
- Lehrbuch der Psychophysiologie. 3., korrigierte Auflage. Psychologie Verlags Union, Weinheim 1996
- K. Maier, G. Ambühl-Caesar, R. Schandry: Psicofisiologia dello svilluppo. Zanichelli, Bologna 1998.
- Biologische Psychologie. Psychologie Verlags Union, Weinheim 2003.
- Biologische Psychologie. 2. Auflage. Psychologie Verlags Union, Weinheim 2006.
- mit F. Gramann: Psychophysiologie – Körperliche Indikatoren psychischen Geschehens. 4. Auflage. Beltz Verlag, Weinheim 2009.

Aufsätze (Auswahl)
- R. Hölzl, H. Wilhelm, W. Lutzenberger, R. Schandry: Galvanic skin response: some methodological considerations on measurement, habituation, and classical conditioning. In: Archiv für Psychologie. Band 127, 1976, S. 1–22.
- R. Schandry, N. Birbaumer, W. Lutzenberger: Analysis of habituation of the components of the AEP to stimuli of different intensities. In: Psychophysiology. Band 14, 1977, S. 105.
- M. Elton, R. Schandry, B. Sparrer: A comparative investigation of ERP components and the SCR in a habituation and dishabituation paradigm. In: International Journal of Neuroscience. Band 22, 1983, S. 55–62.
- E. Poth, R. Schandry: Zur Psychologie und Physiologie des Errötens – Eine Bestandsaufnahme der Literatur. In: Psychologische Beiträge. Band 25, 1983, S. 494–502.
- R. Schandry, B. Sparrer, R. Weitkunat: From the heart to the brain: A study of heartbeat contingent scalp potentials. In: International Journal of Neuroscience. Band 30, 1986, S. 261–275.
- R. Weitkunat, R. Schandry, B. Sparrer, K. Beck: Zur Trainierbarkeit der Herzwahrnehmung. In: Zeitschrift für experimentelle und angewandte Psychologie. Band 34, 1987, S. 340–350.
- R. Schandry: Psychophysiologie. In: R. Asanger, G. Wenninger (Hrsg.): Handwörterbuch der Psychologie. Psychologie Verlags Union, München 1988.
- R. Schandry, R. Weitkunat: Enhancement of heartbeat-related brain potentials through cardiac awareness training. In: International Journal of Neuroscience. Band 53, 1990, S. 243–253.
- R. Weitkunat, R. Schandry: Motivation and heartbeat evoked potentials. In: Journal of Psychophysiology. Band 4, 1990, S. 33–40.
- R. Schandry, S. Freytag: Befindlichkeit bei antihypertensiver Therapie. Veränderungen von Symptomreport und Indikatoren der Lebensqualität. In: Die Medizinische Welt. Band 41, 1990, S. 635–644.
- M. Bestler, R. Schandry, R. Weitkunat, E. Alt: Kardiodynamische Determinanten der Herzwahrnehmung. In: Zeitschrift für experimentelle und angewandte Psychologie. Band 37, 1990, S. 361–377.
- A. Müller, R. Schandry, P. Montoya, B. Gsellhofer: Differential Effects of Two Stressors on Herat Rate, Respiratory Sinus Arrhythmia, and T-Wave Amplitude. In: Journal of Psychophysiology. Band 6, 1992, S. 252–259.
- B. Gsellhofer, P. Montaya, A. Müller, C. Piesbergen, R. Schandry: Zum Zusammenhang zwischen Streßbewältigung und Blutdruckreaktion. In: Zeitschrift für experimentelle und angewandte Psychologie. Band 39, 1992, S. 419–433.
- P. Montoya, A. Müller, R. Schandry: Heartbeat-evoked potentials (HEP): topography and influence of cardiac awareness and focus of attention. In: Electroencephalography and Clinical Neurophysiology. Band 88, 1993, S. 163–172.
- R. Schandry, M. Bestler, P. Montoya: On the relation between cardiodynamics and heartbeat perception. In: Psychophysiology. Band 30, 1993, S. 467–474.
- A. Müller, P. Montoya, R. Schandry, L. Hartl: Changes in physical symptoms, blood pressure and quality of life over 30 days. In: Behavior Research and Therapy. Band 32, 1994, S. 593–603.
- R. Pankofer, R. Schandry: Krankheitskonzept und Complianceverhalten bei Asthma- und Bronchitis-Patienten. In: Verhaltenstherapie & Verhaltensmedizin.  15, 1994, S. 126–140.
- R. Schandry: Zur Entwicklung des Fragebogens für Asthmapatienten (FAP). In: F. Petermann, K. Bergmann (Hrsg.): Asthma und Lebensqualität. Quintessenz Verlag, München 1994, S. 55–66.
- R. Schandry: Lebensqualität und Hypertonie. Prävention und Rehabilitation. Band 6, 1994, S. 174–184.
- P. Montoya, R. Schandry: Emotional experience and heartbeat perception in patients with spinal cord injury and control Subjects. In: Journal of Psychophysiology. Band 8, 1994, S. 289–296.
- R. Schandry, M. Bestler: The influence of cardiodynamic performance on heartbeat perception. In: D. Vaitl, R. Schandry (Hrsg.): Interoception and Cardiovascular Processes. Peter Lang, Frankfurt 1995, S. 223–259.
- P. Montoya, J. J. Campos, R. Schandry: Aspectos psicofisiológicos de la autopercepción cardíaca. In: Psicológica. Band 16, 1995, S. 27–48.
- R. Schandry: Psychophysiologische Erhebungsmethoden. In: K. Pawlik, M. Amelang (Hrsg.): Enzyklopädie der Psychologie – Differentielle Psychologie und Persönlichkeitsforschung. Bd. 1: Grundlagen und Methoden der Differentiellen Psychologie. Hogrefe, Göttingen 1995, S. 543–576.
- R. Schandry: Fragebogen für Asthmapatienten – Handanweisung. Swets Test Services, Frankfurt 1995.
- R. Schandry, C. Leopold, M. Vogt: Symptom reporting in asthma patients and insulin-dependent diabetics. In: Biological Psychology. Band 42, 1996, S. 231–244.
- R. Schandry, P. Montoya: Event-related brain potentials and the processing of cardiac activity. In: Biological Psychology. Band 42, 1996, S. 75–85.
- R. Schandry: Hypertonie und Lebensqualität. In: F. Petermann (Hrsg.): Lebensqualität und chronische Krankheit. Dustri-Verlag, München 1996, S. 223–251.
- R. Schandry, C. Leopold: Ambulatory assessment of self-monitored subjective and objective symptoms of diabetic patients. In: J. Fahrenberg, M. Myrtek (Hrsg.): Ambulatory Assessment. Computer-assisted Psychological and Psychphysiological Methods in Monitoring and Field Studies. Hogrefe, Göttingen 1996, S. 393–402.
- R. Schandry: Biologische Psychologie. In: Perspektiven der Psychologie. Psychologie Verlags Union, Weinheim 1996, S. 65–83.
- H.-D. Betz, R. Schandry, C. Leopold, W. P. Oettinger, H. Berg, R. Kulzer, J. Tritschler: Sensitivity of humans to low-frequency magnetic fields. In: Proc. EMC '96. 1996.

- T. Elbert, R. Schandry: Herz und Hirn. Psychophysiologische Wechselwirkungen. In: F. Rösler (Hrsg.): Biologische Psychologie. Bd. 5: Ergebnisse und Anwendungen der Psychophysiologie. Hogrefe, Göttingen 1998, S. 427–477.
- M. Costa, L. Stegagno, R. Schandry, P. E. Ricci Bitti: Contingent negative variation and cognitive performance in hypotension. In: Psychophysiology. Band 35, 1998, S. 737–744.
- N. v. Steinbüchel, S. v. Mackensen, G. Blessmann, R. Schandry: Gesundheitsbezogene Lebensqualität von Frauen mit Harnwegsinfektionen: Entwicklung eines krankheitsspezifischen Fragebogens (UTI-QoL). In: Zeitschrift für Medizinische Psychologie. Band 8, 1999, S. 113–120.
- B. Dahme, R. Schandry, C. Leopold: Symptomwahrnehmung beim Asthma bronchiale. In: F. Petermann, P. Warschburger (Hrsg.): Asthma bronchiale. Hogrefe, Göttingen 2000, S. 99–114.
- C. Leopold, R. Schandry: The heartbeat-evoked brain potential in patients suffering from diabetic neuropathy and in healthy control persons. In: Clinical Neurophysiology. Band 112, Nr. 4, 2001, S. 674–682.
- C. Leopold, R. Schandry: Giving feedback to asthma patients -Ambulatory Monitoring in patient education. In: J. Fahrenberg, M. Myrtek (Hrsg.): Progress in ambulatory assessment: computer assisted psychological and psychophysiological methods in monitoring and field studies. Hogrefe & Huber Publishers, Kirkland (USA) 2001, S. 505–523.
- S. Duschek, R. Schandry: Entwicklung und Validierung einer Kurzform des Fragebogens für Asthmapatienten. In: Zeitschrift für Medizinische Psychologie. Band 11, 2002, S. 53–62.
- O. Pollatos, R. Schandry: Die Erfassung subjektiver Beschwerden bei der essentiellen Hypotonie mit der Hypotonie-Beschwerden-Liste (HBL). In: Praxis – Klinische Verhaltensmedizin und Rehabilitation. Band 15, 2002, S. 57–64.
- N. Weisz, R. Schandry, S. Duschek, A. M. Jacobs: Reduced early CNV and attentional flexibility in hypotension. In: International Journal of Psychophysiology. Band 45, 2002, S. 253–260.
- S. Duschek, R. Schandry, B. Hege: Soziale Aktivität Selbstbeurteilungsskala (SASS). Diagnostik sozialer Funktionsfähigkeit bei depressiven Störungen. Handanweisung. Beltz Test, Göttingen 2003.
- R. Schandry, S. Duschek: Fragebogen für Asthma-Patienten – Revidierte Fassung (FAP-R). Handanweisung. Swets Test Services, Frankfurt am Main 2003.
- S. Duschek, R. Schandry: Functional transcranial Doppler sonography as a tool for psychophysiological research. In: Psychophysiology. Band 40, 2003, S. 436–454.
- P. Ulbrich, B. Dreher, R. Schandry: Ambulante Patientenschulung im Rahmen von Disease Management bei Asthma bronchiale – Ergebnisse eines Langzeitprogramms. In: Prävention und Rehabilitation. Band 15, 2003, S. 135–142.
- S. Duschek, R. Schandry: Cognitive performance and cerebral blood flow in essential hypotension. In: Psychophysiology. Band 41, 2004, S. 905–913.
- S. Duschek, E. Matthias, &, Schandry, R.: Essential hypotension is accompanied by deficits in attention and working memory. In: Behavioral Medicine. Band 30, 2005, S. 149–158.
- S. Duschek, R. Schandry: Subjektive Beschwerden und kognitive Minderleistungen bei essentieller Hypotonie. In: Verhaltenstherapie & Verhaltensmedizin. Band 26, 2005, S. 5–31.
- O. Pollatos, W. Kirsch, R. Schandry: Brain structures involved in interoceptive awareness and cardioafferent signal processing: A dipole source localization study. In: Human Brain Mapping. Band 26, 2005, S. 54–64.
- O. Pollatos, W. Kirsch, R. Schandry: On the relationship between interoceptive awareness, emotional experience, and brain processes. In: Cognitive Brain Research. Band 25, 2005, S. 948–962.
- S. Duschek, J. Meinhardt, R. Schandry: Reduced cortical activity due to chronic low blood pressure: An EEG study. In: Biological Psychology. Band 72, 2006, S. 241–250.
- S. Duschek, R. Schandry, B. Werner: Telemedizinische Versorgung bei chronischen Atemwegserkrankungen im Modellprojekt der AOK Bayern: erste Ergebnisse zur Lebensqualität. In: Prävention und Rehabilitation. Band 18, 2006, S. 57–67.
- S. Duschek, R. Schandry: Reduced brain perfusion and cognitive performance due to constitutional hypotension. In: Clinical Autonomic Research. Band 17, 2007, S. 69–76.
- O. Pollatos, B. M. Herbert, E. Matthias, R. Schandry: Heart rate response after emotional picture presentation in modulated by interoceptive awareness. In: International Journal of Psychophysiology. Band 63, 2007, S. 117–124.
- O. Pollatos, E. Traut-Mattausch, H. Schroeder, R. Schandry: Interoceptive awareness mediates the relationship between anxiety and the intensity of unpleasant feelings. In: Journal of Anxiety Disorders. Band 21, 2007, S. 931–943.
- O. Pollatos, R. Schandry, D. P. Auer, C. Kaufmann: Brain structures mediating cardiovascular arousal and interoceptive awareness. In: Brain Research. Band 1141, 2007, S. 178–187.
- O. Pollatos, J. Albrecht, R. Kopietz, J. Linn, V. Schoepf, A. M. Kleemann, T. Schreder, R. Schandry, M. Wiesmann: Reduced olfactory sensitivity in subjects with depressive symptoms. In: Journal of Affective Disorders. Band 102, 2007, S. 101–108.
- B. Herbert, P. Ulbrich, R. Schandry: Interoceptive sensitivity and physical effort: Implications for the self-control of physical load in every day life. In: Psychophysiology. Band 44, 2007, S. 194–202.
- O. Pollatos, B. M. Herbert, C. Kaufmann, D. P. Auer, R. Schandry: Interoceptive awareness, anxiety and cardiovascular reactivity to isometric exercise. In: International Journal of Psychophysiology. Band 65, 2007, S. 167–173.
- B. M. Herbert, O. Pollatos, R. Schandry: Interoceptive sensitivity and emotion processing: An EEG study. In: International Journal of Psychophysiology. Band 65, 2007, S. 214–227.